# Keremli Çaryýew
Keremli Çaryýew (* 29. Oktober 1992) ist ein turkmenischer Eishockeytorwart, der seit 2013 beim HK Galkan in der turkmenischen Eishockeyliga spielt.

## Karriere
Keremli Çaryýew begann seine Karriere als Eishockeyspieler beim HK Galkan in der turkmenischen Hauptstadt Aşgabat. Bei dem Klub spielt er bis heute in der turkmenischen Eishockeyliga.

### International
Für Turkmenistan nahm Çaryýew erstmals an den Winter-Asienspielen 2017 im japanischen Sapporo teil. Durch einen 7:3-Finalsieg gegen Kirgistan konnte die Mannschaft die Division II des Turniers gewinnen und damit insgesamt den elften Platz unter 18 Nationen erreichen. Bei der Weltmeisterschaft 2018 spielte er in der Qualifikation zur Division III und trug mit der besten Fangquote und dem geringsten Gegentorschnitt maßgeblich zum Sieg der Turkmenen bei. Daraufhin spielte er bei der Weltmeisterschaft 2019 in der Division und erreichte dort die drittbeste Fangquote nach dem Bulgaren Dimitar Dimitrow und dem Luxemburger Marcus Anselm. Auch bei den Weltmeisterschaften 2022, 2024 und 2025 spielte er in der Division III. Zudem vertrat er seine Farben bei den Winter-Asienspielen 2025 im chinesischen Harbin.

## Erfolge und Auszeichnungen
- 2018 Qualifikation für die Division III bei der Qualifikation zur Weltmeisterschaft der Division III
- 2018 Höchste Fangquote und geringster Gegentorschnitt bei der Qualifikation zur Weltmeisterschaft der Division III